# Кауе
Кауе (порт. Cauê Cecilio da Silva, нар. 24 травня 1989, Сан-Паулу) — бразильський футболіст, півзахисник клубу «Уніао Фредерикуенсе».
Виступав також за клуби «Васлуй» та «Нефтчі».

## Ігрова кар'єра
Народився 24 травня 1989 року в місті Сан-Паулу. Вихованець футбольної школи клубу «Санту-Андре». Дорослу футбольну кар'єру розпочав 2008 року в основній команді того ж клубу, в якій провів один сезон. 
Згодом з 2009 по 2012 рік грав у складі команд «Корінтіанс Алагоано», «Гама», «Лейшойнш» та «Ольяненсі».
Своєю грою за останню команду привернув увагу представників тренерського штабу клубу «Васлуй», до складу якого приєднався 2012 року. Відіграв за васлуйську команду наступні два сезони своєї ігрової кар'єри. Більшість часу, проведеного у складі «Васлуя», був основним гравцем команди.
У 2014 році уклав контракт з клубом «Нефтчі», у складі якого провів наступні два роки своєї кар'єри гравця. Граючи у складі бакінського «Нефтчі» також здебільшого виходив на поле в основному складі команди.
Протягом 2016—2024 років захищав кольори клубів «Хапоель» (Тель-Авів), «Морейренсе», «Омія Ардія», «Альбірекс Ніїгата», «Белененсеш САД», «Авіспа Фукуока», «Метрополітано», «Сіанорті» та «Монте Ацуль».
До складу клубу «Уніао Фредерикуенсе» приєднався 2024 року. 